# Crisilla chiarellii
Crisilla chiarellii is een slakkensoort uit de familie van de Rissoidae. De wetenschappelijke naam van de soort is voor het eerst geldig gepubliceerd in 1995 door Cecalupo & Quadri.